# Sulevi Peltola

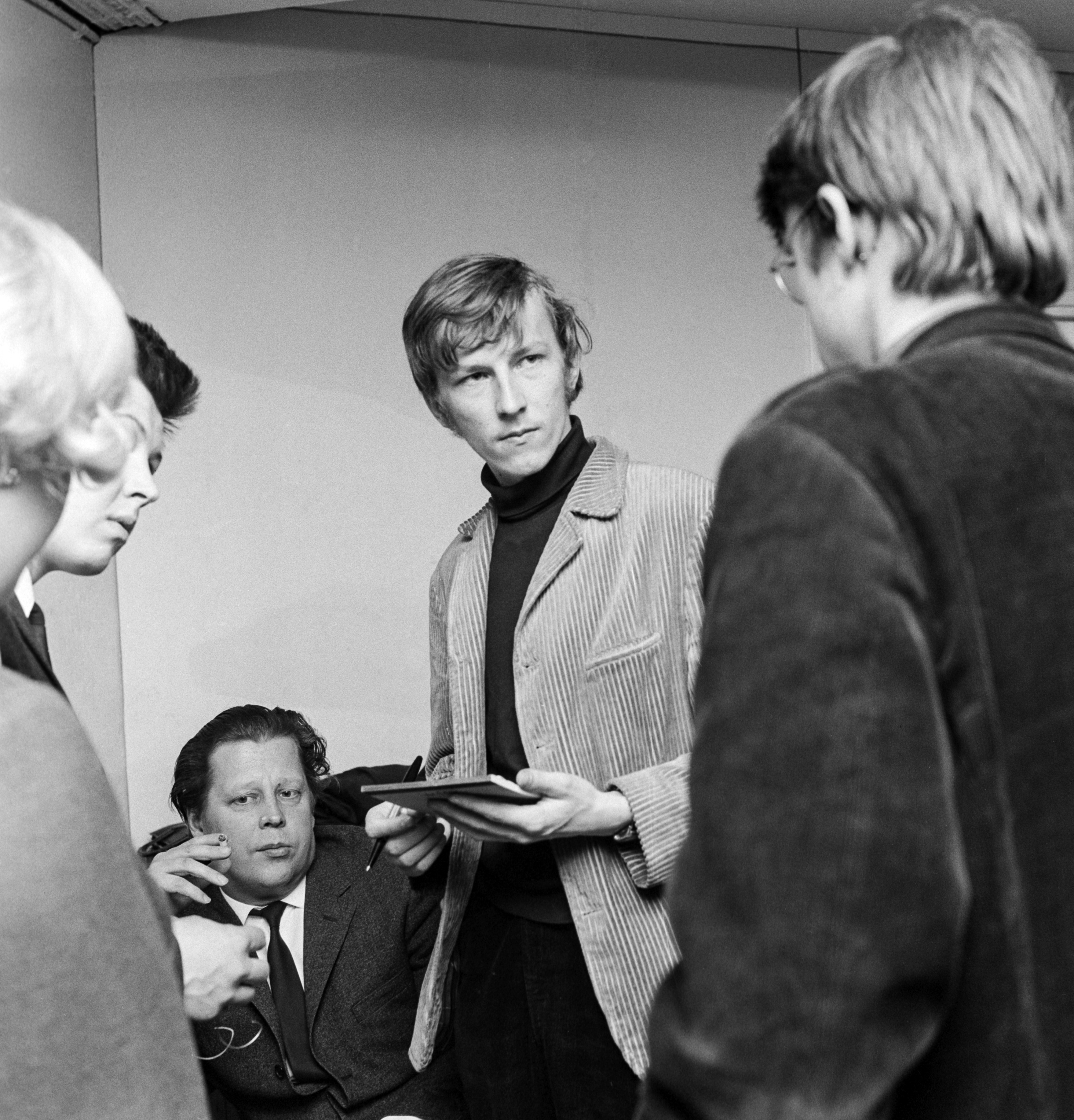
Rauni Mollberg (sitzend) und Sulevi Peltola

Sulevi Antero Peltola (* 7. Dezember 1946 in Viljakkala; † 28. Januar 2025 in Helsinki) war ein finnischer Schauspieler.

## Leben
Sulevi Peltola schloss 1968 sein Schauspielstudium an der Finnischen Theaterschule, dem Vorgänger der Theaterakademie Helsinki, ab. Er arbeitete als Assistent von Mikko Niskanen und Rauni Mollberg. Als Theaterschauspieler war er hauptsächlich am Yle Draama angestellt. In früheren Jahren gehörte er zu den Mitbegründern des KOM-Theaters.
In seiner über 50 Jahre langen Filmkarriere stand Peltola in über 140 Film- und Fernsehproduktionen vor der Kamera. So war er in Filmen wie Wolken ziehen vorüber und Der Mann ohne Vergangenheit sowie in Fernsehserien wie Deadwind und Bordertown zu sehen. Von 1999 bis 2009 war er in der Fernsehserie Kotikatu zu sehen. Er wurde zwei Mal für den finnischen Filmpreis Jussi nominiert und ausgezeichnet. Für seine Darstellung des PK in dem von Matti Ijäs inszenierten Film Haaveiden kehä wurde er als Bester Hauptdarsteller und für sein Spiel in Aku Louhimiess Drama Eisiges Land wurde er als Bester Nebendarsteller ausgezeichnet.
Peltola war von 1973 bis 1999 mit der Theaterregisseurin und Schriftstellerin Raija-Sinikka Rantala verheiratet. Die gemeinsame Tochter ist die Schauspielerin Suvi-Sini Peltola.

## Filmografie
- 1968: Birgitta – sie war 19 (Mustaa valkoisella)
- 1979: Die sieben Brüder (Seitsemän veljestä)
- 1980: Zollfreie Ehe (Vámmentes házasság)
- 1984: Ein Zeitgenosse (Aikalainen)
- 1988: Der Verrat (Petos)
- 1992: Der Verlorene Sohn (Tuhlaajapoika)
- 1996: Wolken ziehen vorüber (Kauas pilvet karkaavat)
- 1998: Feuerschlucker (Tulennielijä)
- 1999: Blindentanz (Sokkotanssi)
- 1999–2009: Kotikatu
- 2000: Komplizinnen aus Angst (Pelon maantiede)
- 2002: Der Entfesslungskünstler (Kahlekuningas)
- 2002: Der Mann ohne Vergangenheit (Mies vailla menneisyyttä)
- 2002: Haaveiden kehä
- 2005: Eisiges Land (Paha maa)
- 2006: Lichter der Vorstadt (Laitakaupungin valot)
- 2008: Die Unbeugsame (Käsky)
- 2014: Kaffee mit Milch und Stress (Mielensäpahoittaja)
- 2017: Die andere Seite der Hoffnung (Toivon tuolla puolen)
- 2018: Deadwind (Karppi, Fernsehserie, zwei Folgen)
- 2018: Happier Times, Grump (Ilosia aikoja, Mielensäpahoittaja)
- 2019: Bordertown (Sorjonen, Fernsehserie, sieben Folgen)